# Thanasi Kokkinakis
Athanasios "Thanasi" Kokkinakis (n. 10 aprilie 1996) este un jucător de tenis australian. Cea mai bună clasare a sa la simplu este locul 65 mondial, în noiembrie 2023, iar la dublu, locul 15 mondial, în noiembrie 2022. A câștigat un titlu ATP Tour la simplu și a obținut cea mai bună performanță la simplu la un turneu major, ajungând în runda a treia la Roland Garros în 2015 și 2023. La dublu, a câștigat Australian Open 2022 și a ajuns în semifinalele Miami Open 2022 alături de compatriotul său Nick Kyrgios.